# Eleuthera Sur
Eleuthera Sur (en inglés: South Eleuthera) es uno de los 32 distritos que subdividen a las Bahamas. Se localiza al sur de la Isla Eleuthera, dentro del Mar Caribe y el Océano Atlántico.

## Clima
Las temperaturas rara vez alcanzan los 34ºC en verano y en los seis meses de invierno las temperaturas diurnas oscilan entre los 19 y 27ºC, bajando escasas veces de los 11ºC.